# Big Fun in the Big Town
Big Fun in the Big Town is een Nederlandse muziekdocumentaire uit 1986 die in opdracht van de VPRO gedraaid werd. De reportage werd geregisseerd door Bram van Splunteren en gepresenteerd door Marcel Vanthilt. De documentaire werd op locatie in New York gedraaid en bestond uit twee delen, één over rockzanger Iggy Pop en The Stooges, een ander over de Amerikaanse hiphopscene. Toch had enkel de bijdrage over hiphop een enorme impact. Big Fun in the Big Town was van grote invloed op de populariteit van de muziekstijl in Nederland en geniet tegenwoordig een cultstatus onder hiphopliefhebbers.

## Opnamen
De documentaire werd in september 1986 in acht dagen tijd in de straten van New York gefilmd. Vanthilt en zijn vier Nederlandse collega's hadden ter beveiliging enkele lijfwachten ingeschakeld om hen tegen lokale straatbendes te beschermen. Zo wisten ze diverse belangrijke pioniers van de hiphopbeweging te interviewen, waaronder Run-D.M.C., LL Cool J, Doug E. Fresh, Grandmaster Flash, Roxanne Shante, Biz Markie, MC Shan, Russell Simmons, Mr. Magic, Schoolly D en The Last Poets. Grandmaster Flash toonde zijn talenten als scratcher en dj, Doug E. Fresh beatboxede op een drukke straathoek in Harlem, New York en LL Cool J was op het moment van de opnamen amper 18 en woonde nog bij zijn grootmoeder. De reportageploeg arriveerde letterlijk op een scharniermoment. Run-D.M.C. had net de single Walk This Way uitgebracht, hun duet met de rockgroep Aerosmith, waardoor hiphop ook definitief door de blanke mainstream zou worden aanvaard. Hierdoor biedt Big Fun in the Big Town ook een uniek tijdsdocument.

## Impact
Big Fun in the Big Town werd op zondagavond 30 november 1986 om 20.10u op Nederland 2 uitgezonden. Vrijwel meteen kreeg de uitzending lovende reacties en sindsdien is ze ook regelmatig herhaald geweest. Een hele generatie Nederlandstalige rappers en hiphoppers noemde deze documentaire een belangrijke inspiratiebron, waaronder Osdorp Posse, The Opposites, Kraantje Pappie, Gers Pardoel, De Jeugd van Tegenwoordig, Brainpower, Def P,... Def P verklaarde in een interview dat hij als tiener de hele documentaire op cassette had opgenomen, zodat hij ze op weg naar school via de walkman kon beluisteren. Op het Osdorp Posse-album Harde Kernramp (2000) is aan het begin van het nummer "De Wet van T.O.K.I.O." een sample uit Big Fun in the Big Town te horen, waarbij Schoolly D zegt: "Our sound is raw, very raw. It's like we say things that other mc's wish they could say, don't wanna say, are scared to say. 'Cause the record companies won't let them say it. (...) So, since I have my own record company I can say anything I want. Some people don't know rock 'n' roll came out the same way rap came out. People would say: "No, it will never last. (...) And I used to like that, but then I looked at the new rock 'n' rollers. It's a shame what they did to it. And I don't want rap just to roll that same route, where they take the rawness away, just, just to make it too pretty. I don't think rock 'n' roll was meant to be pretty, rock 'n' roll was meant to be bad, just like rap."
In 2012 verscheen de film op dvd in de VS. De magazines USA Today en Rolling Stone gaven het lovende recensies. De krant The Guardian stelde op 18 mei 2013 een lijst op met de 10 beste muziekdocumentaires aller tijden. Op de tiende plaats stond Big Fun in the Big Town.